# Kuhdascht (Verwaltungsbezirk)
Kuhdascht (persisch شهرستان کوهدشت) ist ein Schahrestan in der Provinz Luristan im Iran. Er enthält die Stadt Kuhdascht, welche die Hauptstadt des Verwaltungsbezirks ist.

## Kreise
- Zentral (بخش مرکزی)
- Darb-e Gonbad (بخش درب گنبد)
- Torhan (بخش طرهان)
- Kunani (بخش کونانی)

## Demografie
Bei der Volkszählung 2016 betrug die Einwohnerzahl des Schahrestan 166.658. Die Alphabetisierung lag bei 78 Prozent der Bevölkerung. Knapp 61 Prozent der Bevölkerung lebten in urbanen Regionen. Die Mehrheit der Einwohner sind Kurden. 
| Zensusjahr | Einwohnerzahl |
| ---------- | ------------- |
| 2011       | 180.220       |
| 2016       | 166.658       |